# Geranium dissectum
Geranium dissectum es una especie perteneciente a la familia de las geraniáceas.

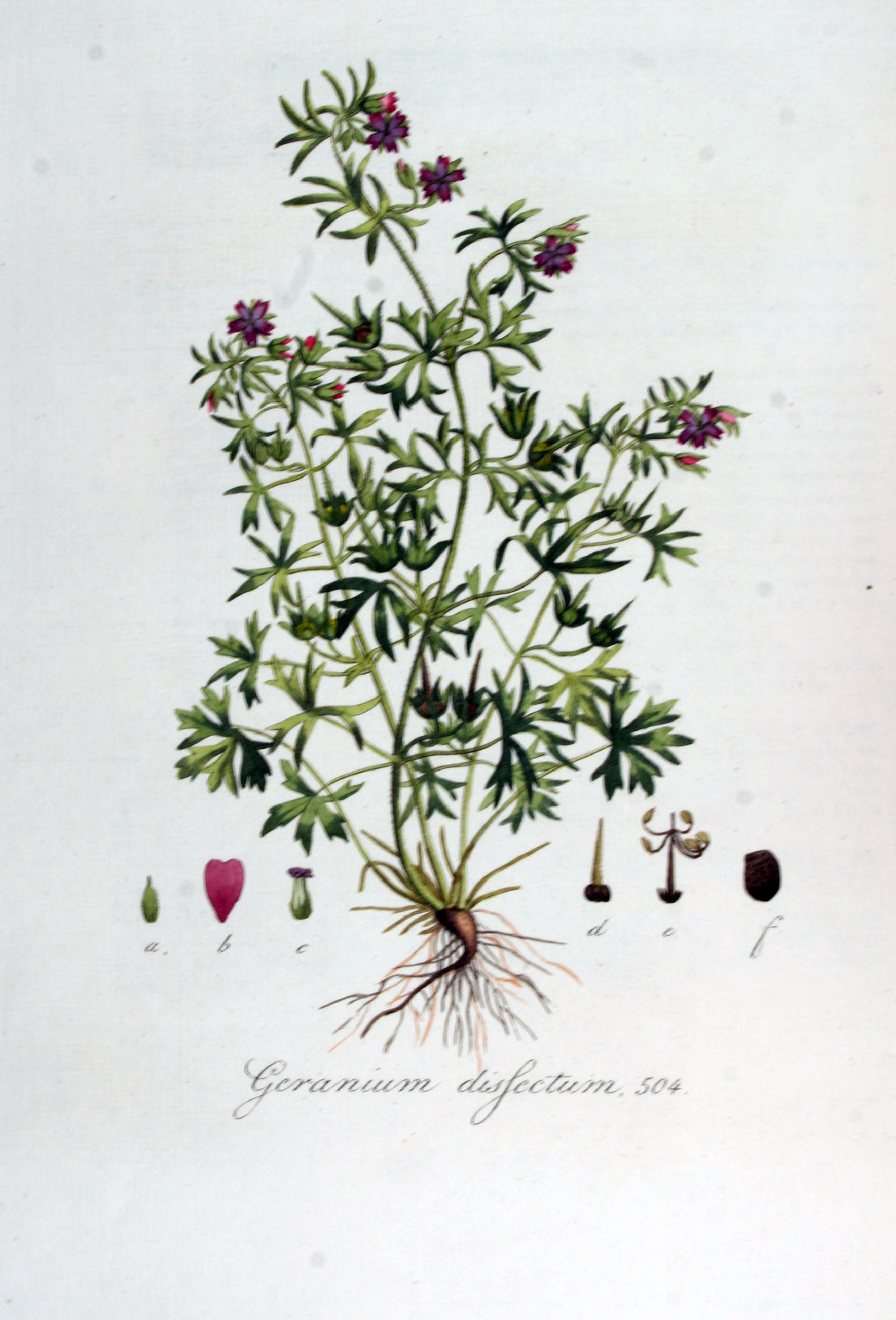
Ilustración

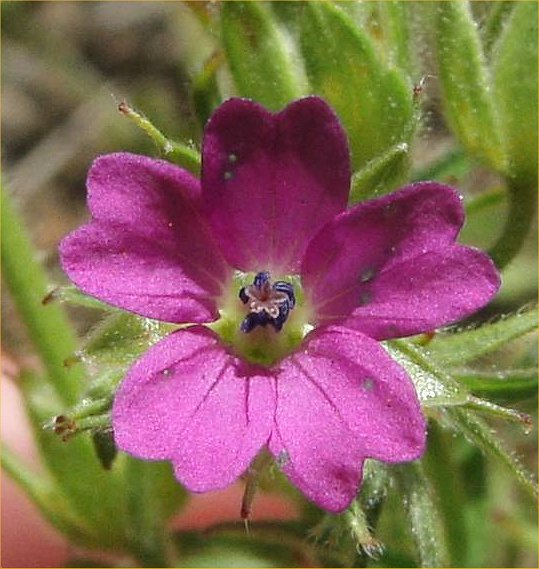
Detalle de la flor

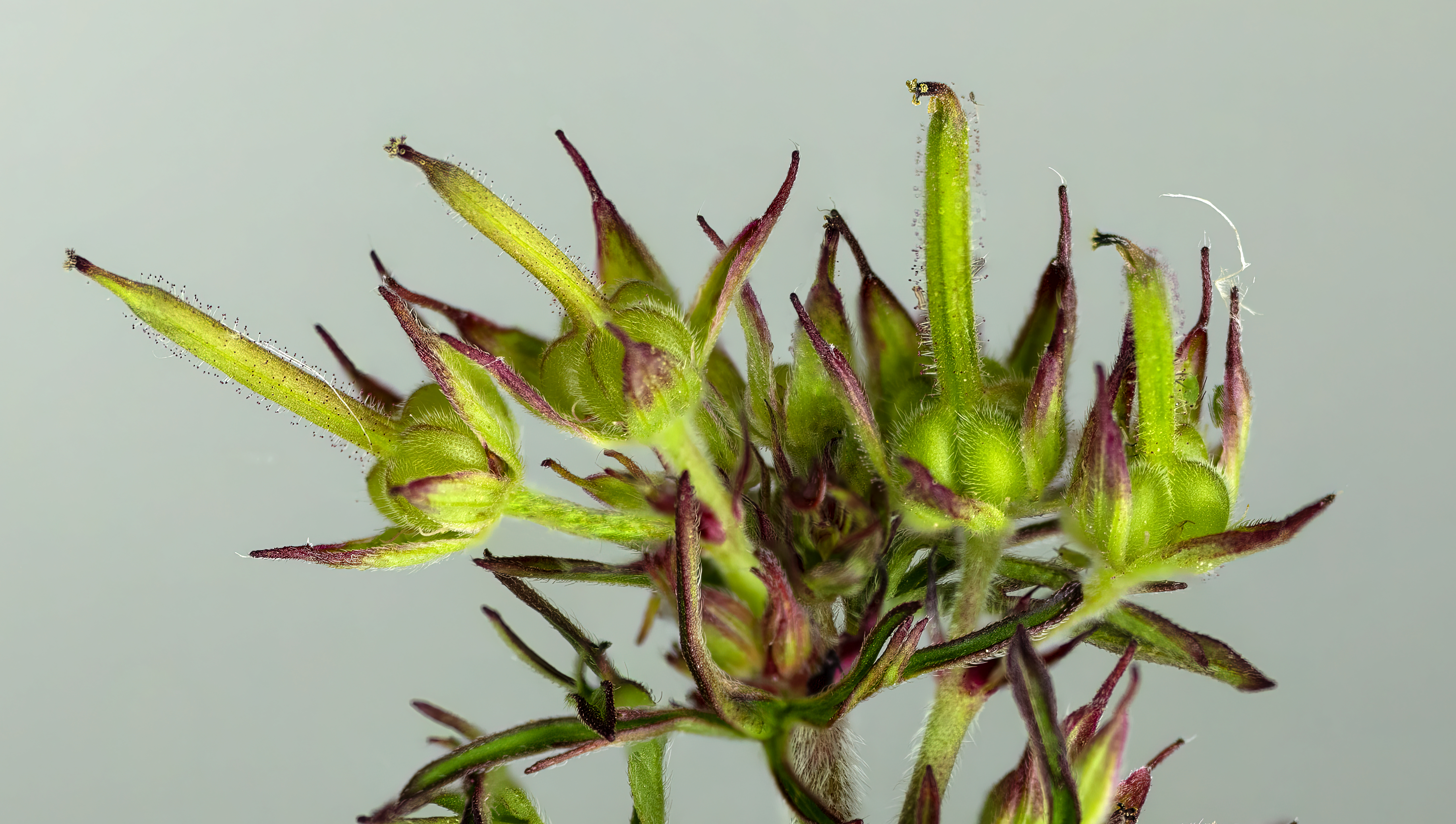
Infrutescencia inmadura

## Descripción
Es una especie botánica que difiere de Geranium columbinum (L.) Garsault en sus cabillos más cortos que las hojas de debajo. Pelosa, anual, de tallos ramosos ascendentes de hasta 6 dm . Hojas divididas hasta la base en 7 lóbulos estrechos, dentados. Flores rosáceas o moradas; pétalos aproximadamente de 5 mm; sépalos 5-6 mm, densamente pelosos, con punta corta. Fruto peloso. Florece en primavera y verano.

## Hábitat
Habita en tierras cultivadas, prados de siega, dehesas, en suelos húmedos.

## Distribución
En toda Europa excepto en Islandia.

## Nombre común
- Castellano: gargantilla, gargantilla de horquilla, geranio cortado.[1]

## Taxonomía
Geranium dissectum fue descrita por Carlos Linneo y publicado en Centuria I. Plantarum ... 21. 1755.
Citología
Número de cromosomas de Geranium dissectum (Fam. Geraniaceae) y táxones infraespecíficos: 
2n=22
Etimología
Geranium: nombre genérico que deriva del griego:  geranion, que significa "grulla", aludiendo a la apariencia del fruto, que recuerda al pico de esta ave.
dissectum: epíteto latino que significa "finamente cortado".
Sinonimia
- Geranium angustifolium Gilib.
- Geranium baumgartenianum Schur
- Geranium furcatum (Schur) R.Knuth
- Geranium laxum Hanks ex Hanks & Small
- Geranium navieri Jord. ex Gren.[1][6]

## Nombre común
- Castellano,catalán : alfilerillo, gargantilla, gargantilla de horquilla, geranio cortado, uña de lagarto, uña de milano, verbena.[1]